# Poljane pri Stični
Poljane pri Stični este o localitate din comuna Ivančna Gorica, Slovenia, cu o populație de 32 de locuitori.